# 石川サイクル橋

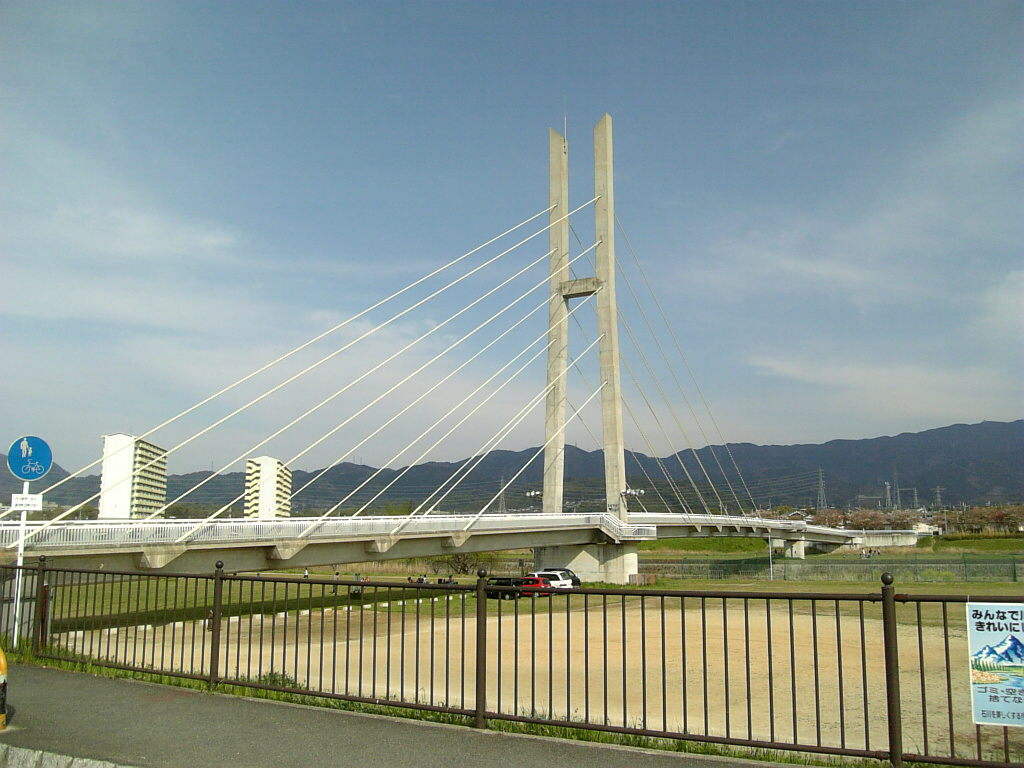
石川サイクル橋（左岸側から撮影）

石川サイクル橋（いしかわサイクルばし）は、大阪府富田林市の石川に架かる橋。
南河内サイクルライン（大阪府道802号八尾河内長野自転車道線）のシンボルでもある。自転車・歩行者専用橋。

## 概要
本橋は「石川あすかプラン」（石川環境整備全体計画）に基づいた石川河川公園・南河内サイクルラインの整備に伴い、シンボルとして設置された。地形条件の制約から径間が不等間隔になっており、また、景観を配慮して斜張橋と桁橋を複合させた構造形式となっている。左岸側が斜張橋で、斜張部分の主塔形状はH型、斜張材配置形状はハープ型となっている。
本橋のすぐ南に古くから橋が架かっていたが、有効幅員が車一台分で、自転車・歩行者とのすれ違い時に危険なため、歩車分離の役割もある。
- 所 在 地 ： 大阪府富田林市新堂（左岸）、 富田林市北大伴（右岸）
- 構造形式 ： 3径間連続PC斜張橋
- 橋  長 ： 189.0m
- 支 間 割 ： 62.0m + 84.0m + 42.0m
- 有効幅員 ： 3.0m
- 竣工年月 ： 1993年（平成5年）8月

座標: 北緯34度30分16.2秒 東経135度36分52.5秒 / 北緯34.504500度 東経135.614583度